# 1497

## Esdeveniments
Països Catalans
Resta del món
- Espanya s'annexiona Melilla.
- Els seguidors de Girolamo Savonarola cremen els objectes de Florència considerats impurs, per la qual cosa el líder és excomunicat.
- Vasco da Gama comença la seva expedició cap a l'Índia.
- Els jueus són comminats a la conversió o a l'expulsió de Portugal, seguint l'exemple d'Espanya.

## Naixements
Països Catalans
Resta del món
- Balkh: Muhammad Zaman ibn Badi al-Zaman, príncep timúrida, emir a Gurgan i governador de Balkh.

## Necrològiques
Països Catalans
- 6 d'octubre, València: Joan Roís de Corella.[1]

Resta del món
- 2 de gener, Florència: Beatriu d'Este, noble italiana i duquessa consort de Milà, que fou una mecenes rellevant (n. 1475).[2]